# Baishan, Sichuan
Baishan (kinesiska: 白山) är en socken i Kina. Den ligger i provinsen Sichuan, i den sydvästra delen av landet, omkring 270 kilometer nordost om provinshuvudstaden Chengdu. Antalet invånare är 8 487. Befolkningen består av 4 203 kvinnor och 4 284 män. Barn under 15 år utgör 22,0 %, vuxna 15-64 år 65 %, och äldre över 65 år 12,0 %.
Runt Baishan är det tätbefolkat, med 459 invånare per kvadratkilometer. Närmaste större samhälle är Mumen, 15,6 km nordost om Baishan. I omgivningarna runt Baishan växer i huvudsak blandskog.
Genomsnittlig årsnederbörd är 1 410 millimeter. Den regnigaste månaden är juli, med i genomsnitt 291 mm nederbörd, och den torraste är december, med 4 mm nederbörd.